# Adelino Nunes
Adelino Alves Nunes (Santo Estêvão, Lisboa, 14 de julho de 1903 – Santa Isabel, Lisboa, 7 de dezembro de 1948) foi um arquitecto português. 
Datada das décadas de 1930 e 1940, a sua obra reflete a multiplicidade estilística da época, com momentos claramente modernistas a par de outros em que segue as normas da arquitetura oficial do Estado Novo.

## Biografia / Obra
Nasceu na freguesia de Santo Estêvão, em Lisboa. Era filho do lojista José Alves Nunes, natural da freguesia e concelho de Pampilhosa da Serra, e de Raquel da Conceição Nunes, doméstica, natural de Lisboa (freguesia de São Vicente de Fora).
A 21 de dezembro de 1935, casou civilmente em Lisboa com Emília de Almeida Segurado (Lapa, Lisboa, c. 1906), doméstica, irmã do arquiteto Jorge Segurado, filha do engenheiro e funcionário público João Emílio dos Santos Segurado (autor de um conjunto de livros técnicos sobre construção), natural de Santarém (freguesia de Marvila), e de Georgina de Figueiredo de Almeida Segurado, natural de Lisboa (freguesia de Santa Catarina).
Pertence à geração de Pardal Monteiro, Cassiano Branco e Cristino da Silva.
Trabalhou sobretudo para os CTT, onde era funcionário.
Participou no I Salão dos Independentes, SNBA, Lisboa, 1930. Projetou alguns edifícios de cunho tipicamente modernista, como o da Emissora Nacional em Barcarena, dos Correios de Leiria, "dos Correios e da Central Telefónica do Estoril, com os seus notáveis corpos cilíndricos, fórmula a que era afeiçoado e que teve talvez a mais notável expressão em Setúbal (1941)". Noutros casos, sobretudo nas povoações menores, iria utilizar um tipo de idioma mais tradicionalista / regionalista que então dominava as encomendas oficiais (habitualmente denominado Português Suave), como em Alcobaça, Abrantes, Loulé, Fafe ou Santo Tirso, mas também na Central Telegráfica e Telefónica de Lisboa, projetada em 1942 e inaugurada em 1953 (provavelmente executada, contra sua vontade, a partir de um desenho irónico que então produziu) e que, "embora contrariado, Adelino Nunes assinou".
Morreu a 7 de dezembro de 1948, aos 45 anos, em sua casa, na Rua Luís Derouet, n.º 16, R/C direito, freguesia de Santa Isabel, em Lisboa, vítima de obesidade e hipertensão. Foi sepultado no Cemitério dos Prazeres.
O espólio bibliográfico do arquitecto Adelino Nunes encontra-se no Acervo Nacional da Biblioteca da Ordem dos Arquitectos

## Obras[10]
- 1930 – Liceu Júlio Henriques (atual Escola Secundária José Falcão), Coimbra; com Carlos Ramos e Jorge Segurado (construída em 1931-41).
- Edifício da Emissora Nacional em Barcarena (com Amílcar Pinto e Jorge Segurado) [11].
- 1935-38 – Estação de Correios de Alcobaça.
- 1937-40 – Estação de Correios de Estremoz.
- 1937-42 – Estação de Correios de Fafe; Estação de Correios de Santo Tirso.
- 1938-41 – Estação de Correios de Setúbal; Estação de Correios da Horta, Faial.
- 1938-46 – Estação de Correios de Leiria.
- 1939-42 – Estação de Correios do Estoril.
- 1939-43 – Estação de Correios de Abrantes.
- 1940 – Estação de Correios de Grândola.
- 1941 – Estação de Correios do Crato.
- 1942-50 – Estação de Correios do da Av. Gonçalves Zarco, Funchal.
- 1942-53 – Central Telegráfica e Telefónica de Lisboa (ou Palácio das Comunicações), Praça D. Luís, Lisboa.
- Realizou outros Projectos de arquitectura de edifícios dos CTT,[12], entre os quais a Central Telefónica do Estoril (1937) (atual "Espaço Memória dos Exílios") e a estação de correios de Santarém (com Amílcar Pinto) [11][7].

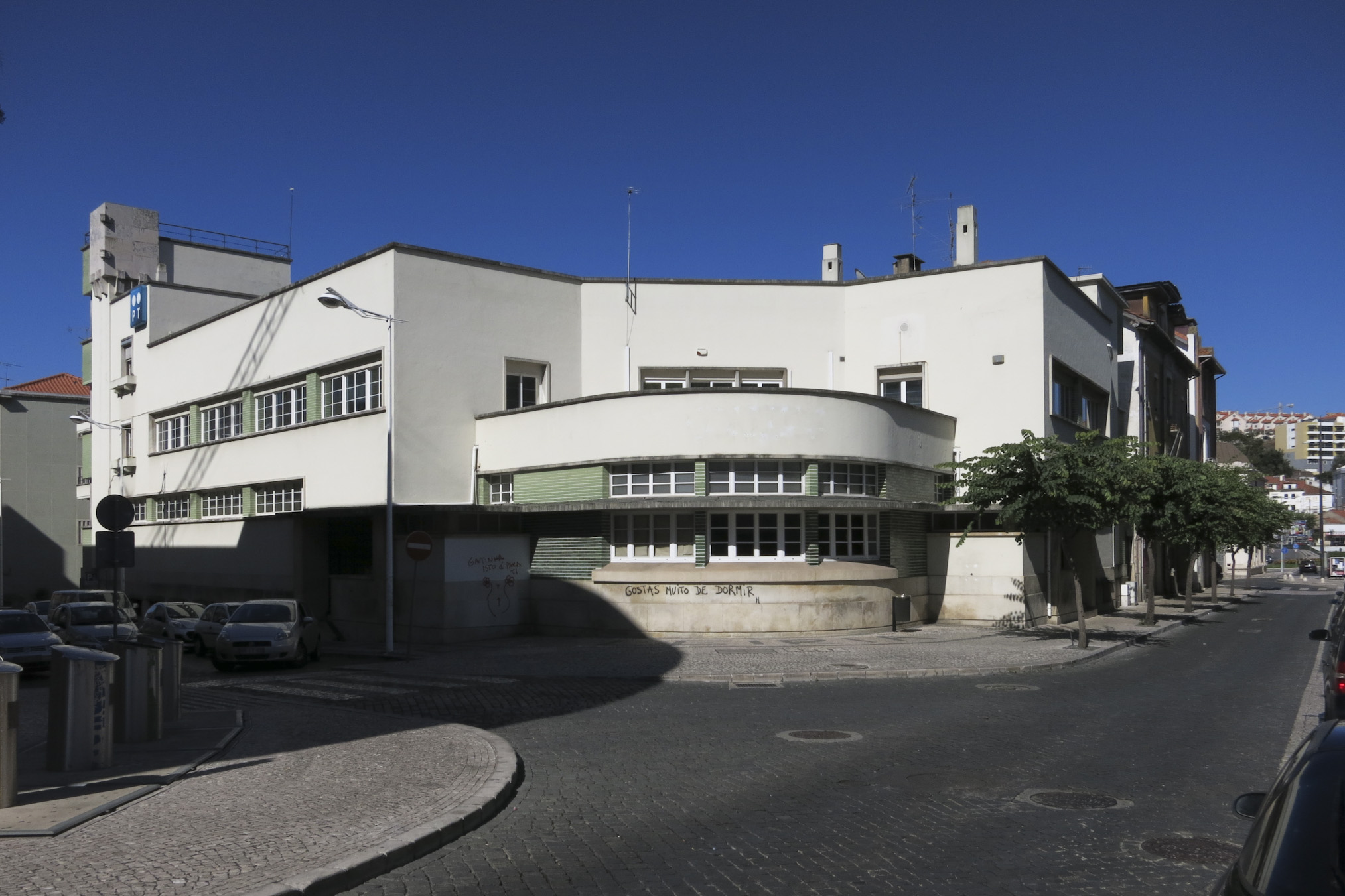
Edifício dos Correios de Leiria
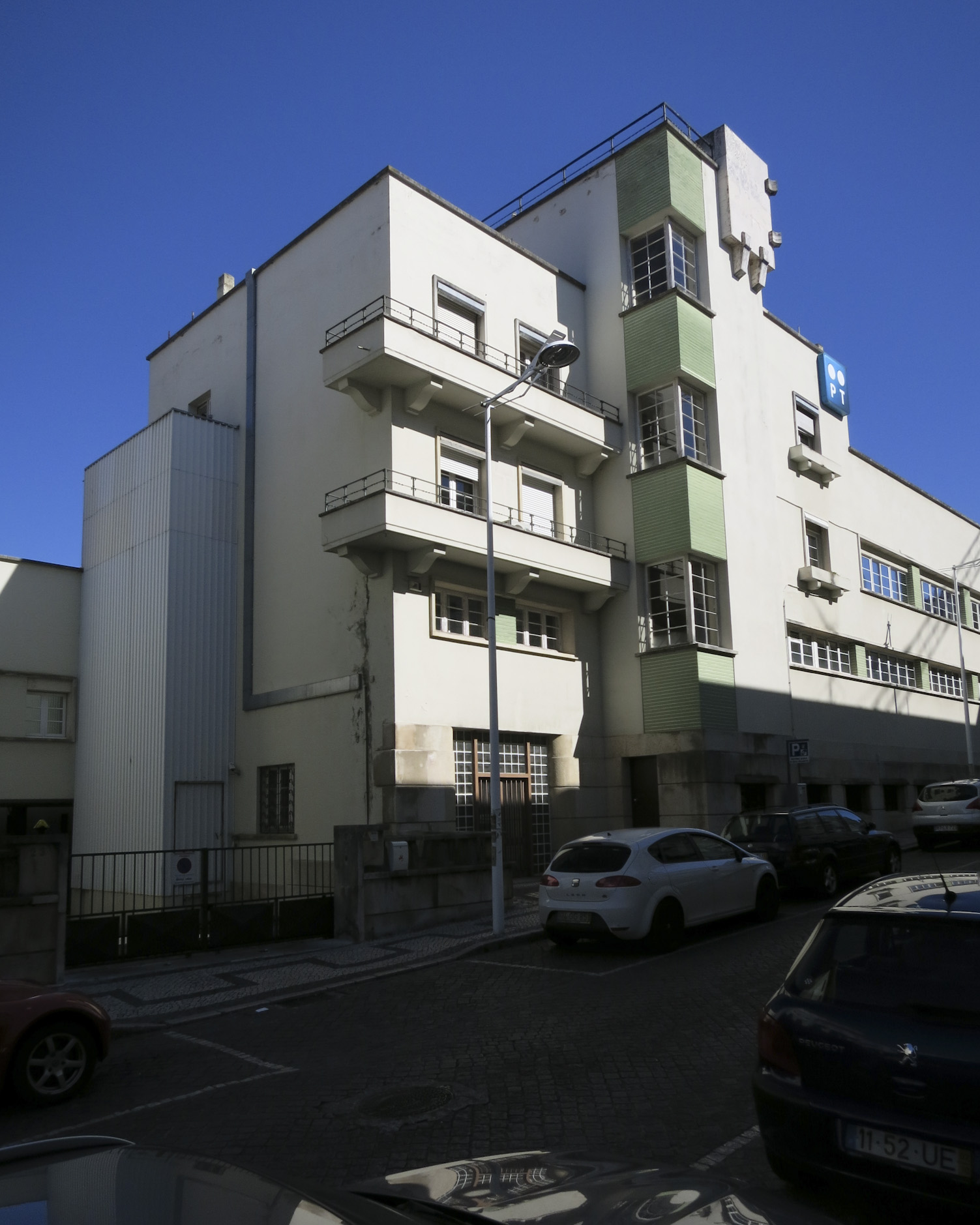
Edifício dos Correios de Leiria

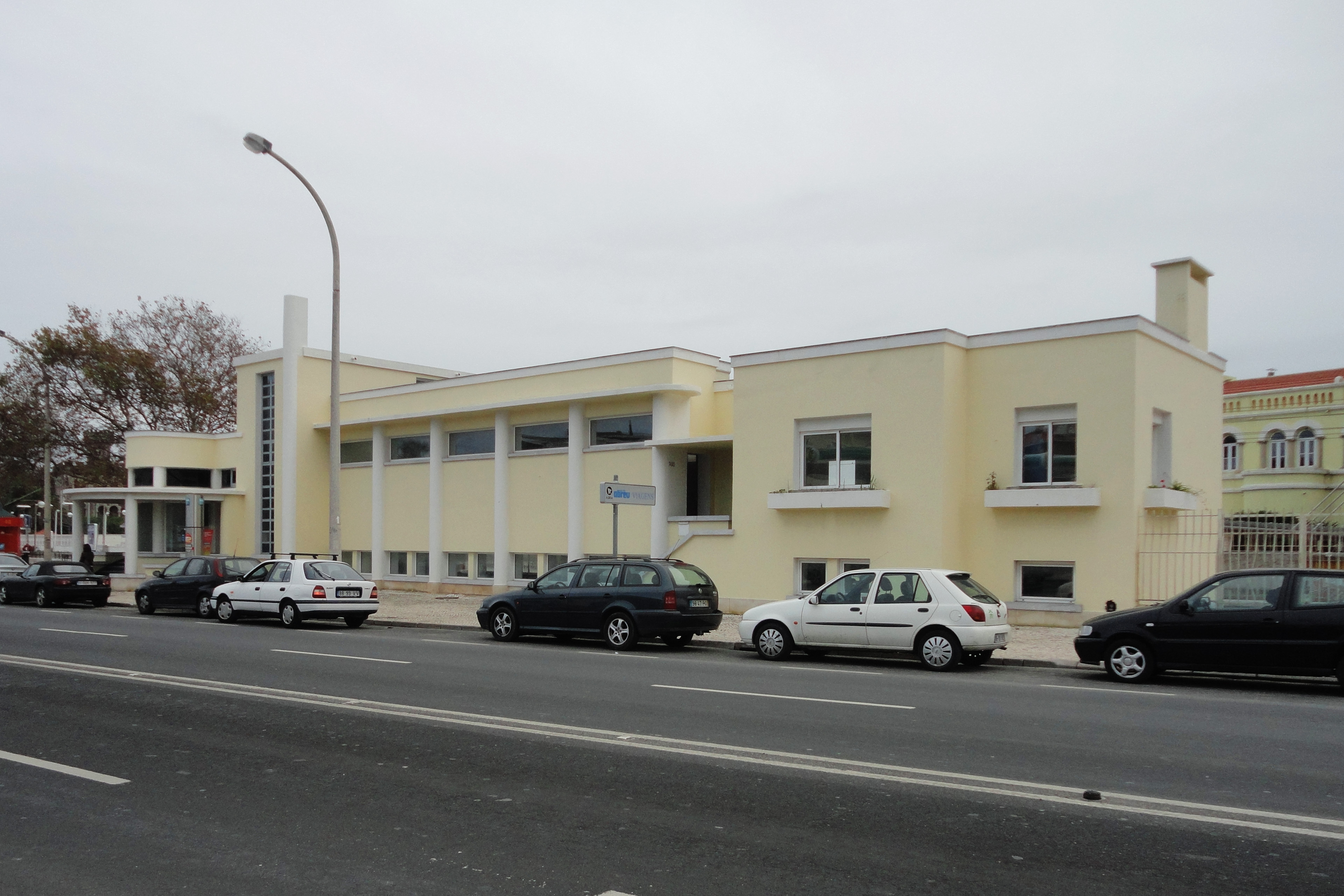
Central Telefónica do Estoril
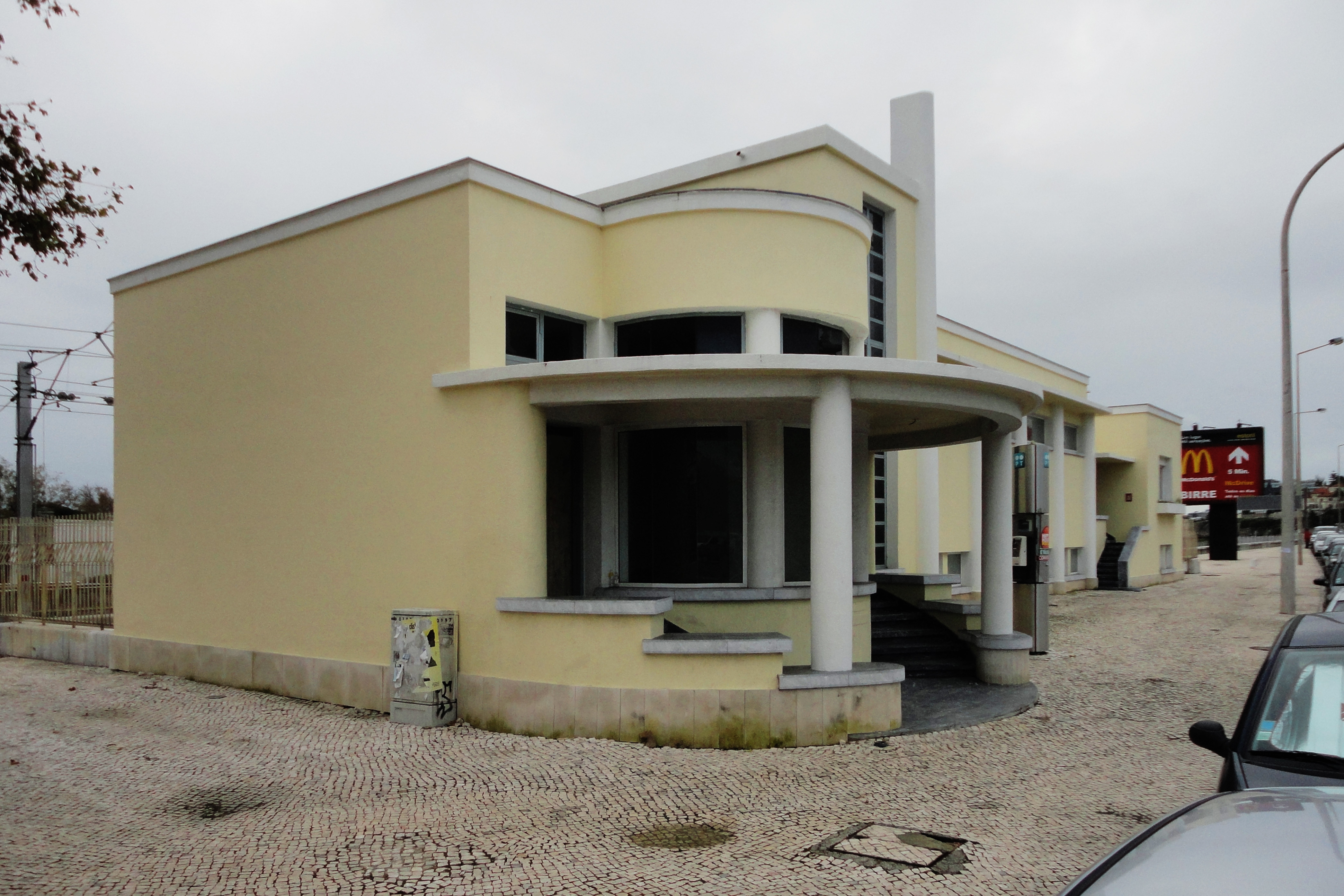
Central Telefónica do Estoril

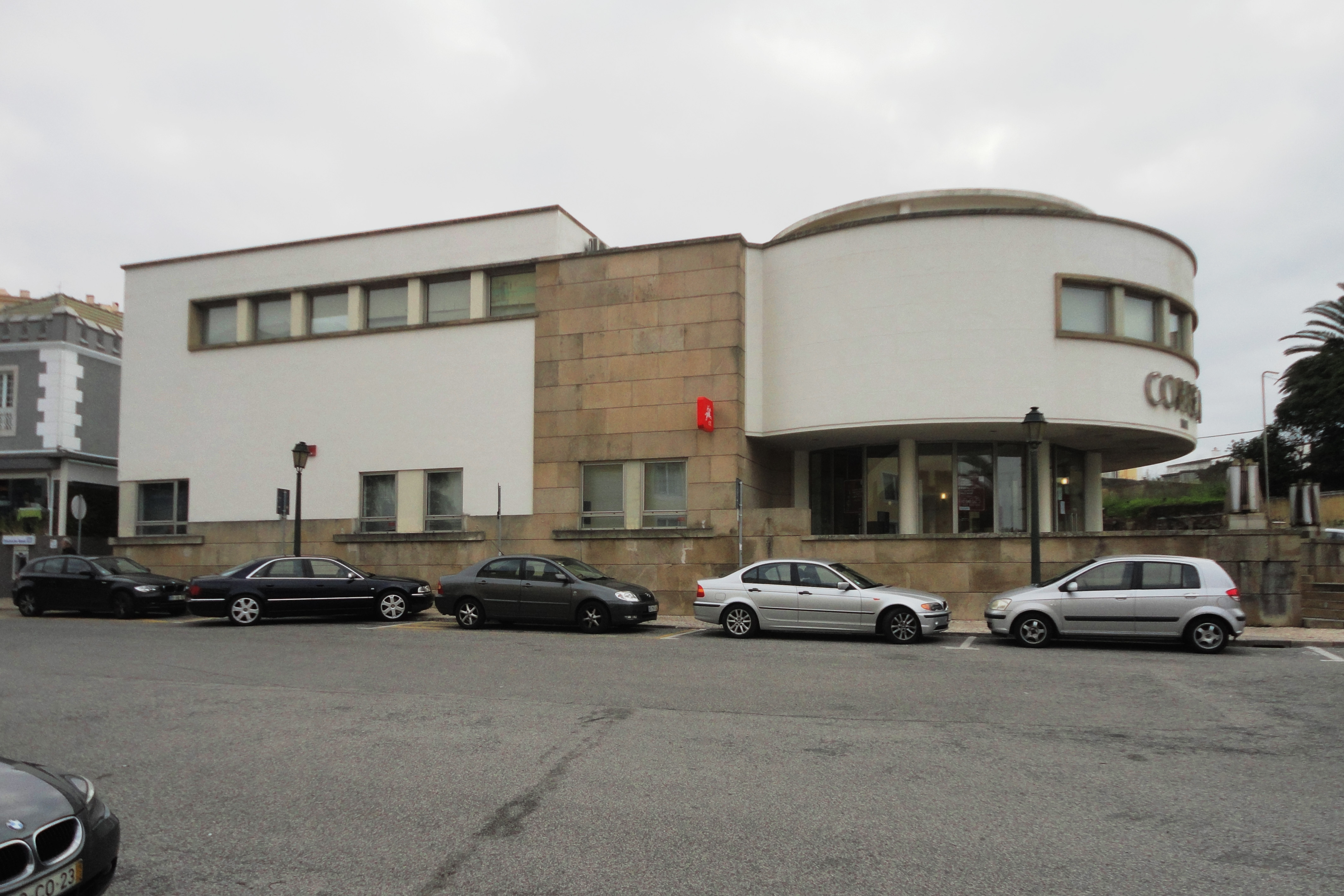
Correios do Estoril
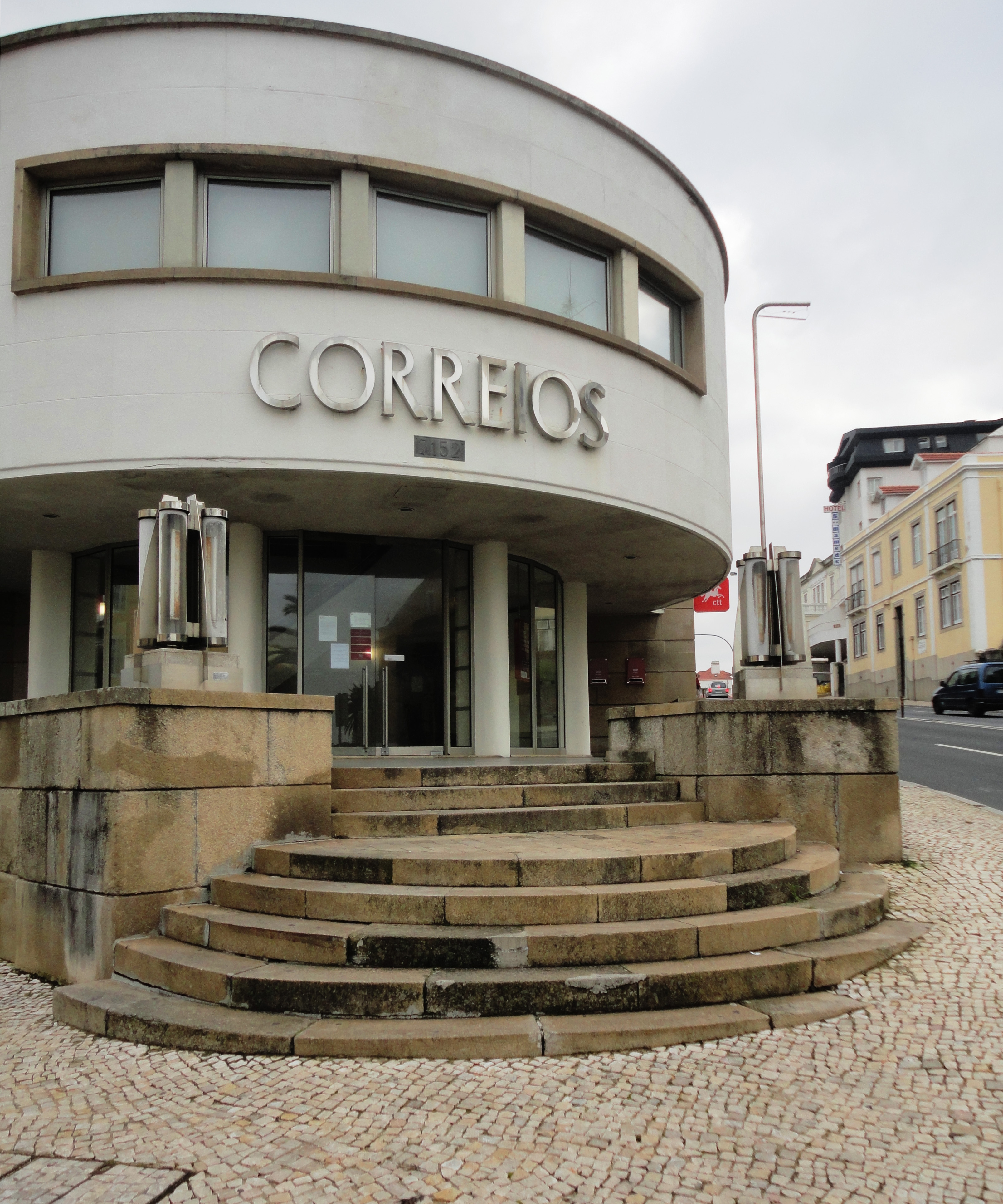
Correios do Estoril
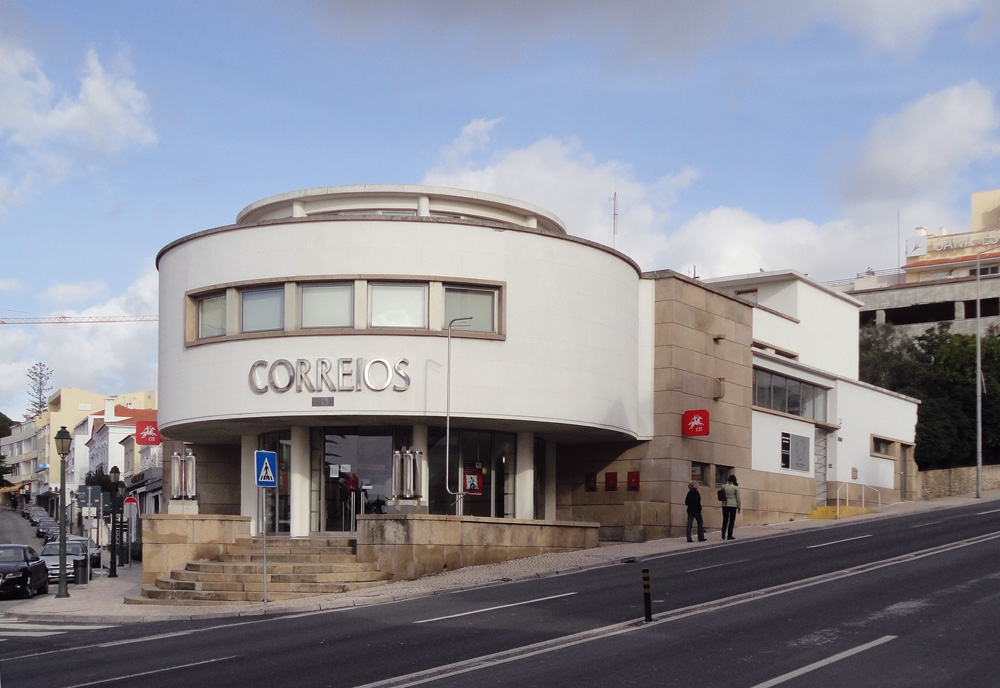
Correios do Estoril

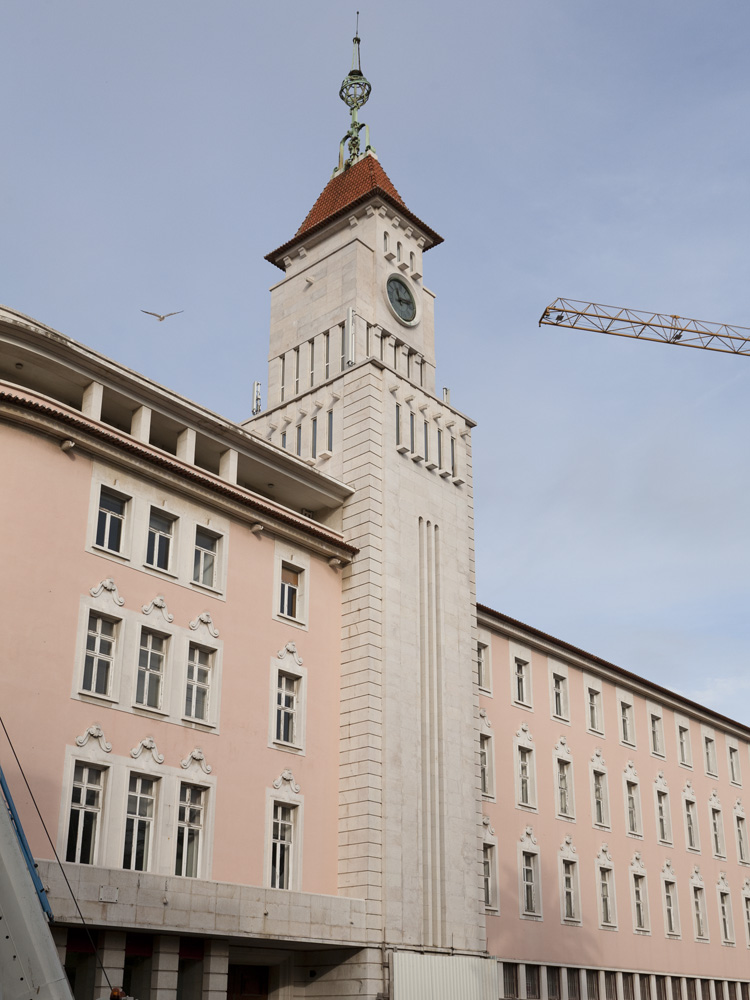
Central Telegráfica e Telefónica de Lisboa
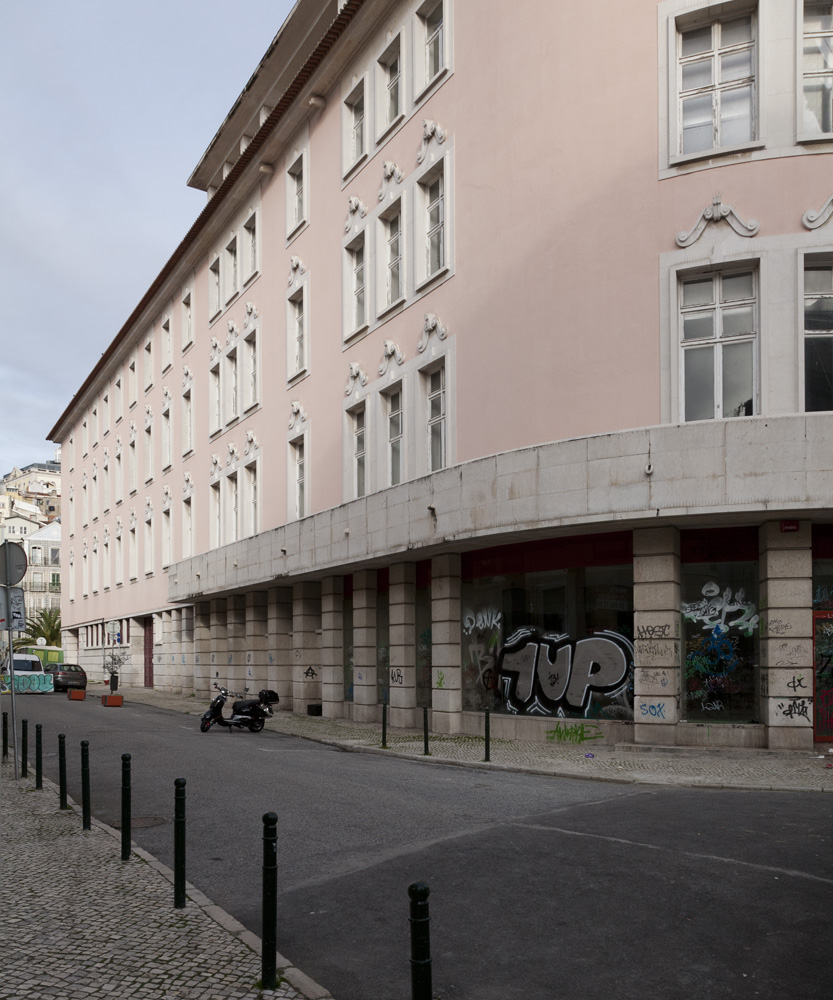
Central Telegráfica e Telefónica de Lisboa